# MyROCK
myROCK er en dansk radiostation ejet af Bauer Media Danmark, et datterselskab af tyske Bauer Media Group.
Radioen spiller rock fra 1990 og frem - og var første gang i luften 2. april 2013.

## Frekvenser
| Sendefrekvens | Landsdel, by eller område |
| ------------- | ------------------------- |
| 89,4          | Hillerød                  |
| 89,9          | Tørring                   |
| 90,6          | Odense                    |
| 90,9          | Århus                     |
| 92,7          | København Vest            |
| 93,0          | Midtsjælland              |
| 99,6          | Frederikshavn             |
| 100,1         | Nord Fyn                  |
| 104,4         | København Syd             |
| 105,0         | Horsens                   |
| 105,6         | København C               |
| 106,2         | Skanderborg               |
| 106,9         | Nordsjælland              |
| 107,0         | Vejle                     |